# قيوط
ذئب المروج أو القَيُّوط أو الجَقْل أو الذئب البري أو ذئب السهول أو ذئب البوادي أو ذئب البراري (بالإنجليزية: Coyote) حيوان يعرف بعوائه الغريب المخيف الذي يسمع عادة في فترة المساء، والليل أو في الصباح الباكر . لأنه يعيش في السهول المفتوحة في شمال أمريكا من كوستريكا إلى آلاسكا، وكذلك يعيش في بعض أجزاء أمريكا الوسطى، ويعيش في كندا والمكسيك.

## الوصف

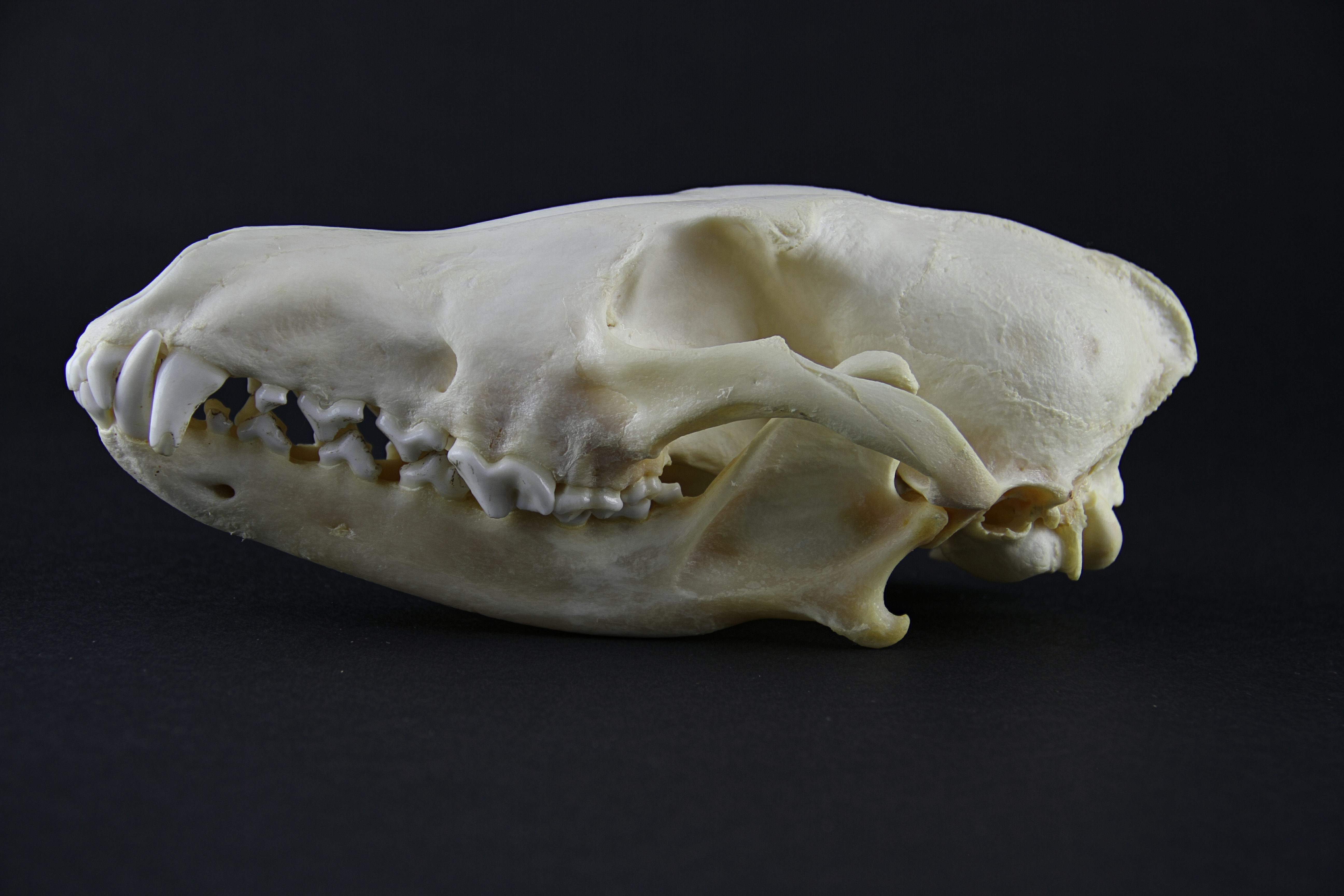
جمجمة كلب لاترانس، منظر جانبي

يتباين لون الفراء من البني إلى الأصفر مائلا إلى الرمادي في الأجزاء العلوية، أبيضاً عند العنق والبطن. و تكون الأقدام الأمامية، أطراف الرأس ومقدمته بنية محمرة. يحمل الظهر شعرا قصيرا أسمر اللون وطويلا واقيا يرسم خطوطا سوداء طولية وتقاطعات على الأكتاف وفي نهاية الذنب. ويعتمد اللون على نوع القيوط ومكان سكنه إذ أن القيوط التي تعيش في الجبال تكون أغمق من التي تعيش في الصحراء حيث تميل هذه إلى اللون الأخضر . يتبدل الشعر سنويا حيث يتساقط بداية أيار إلى نهاية تموز. يعتمد حجم الأذن على حجم الرأس، وتكون الأقدام صغيرة بالنسبة إلى الجسم. وقد لاحظ بعض العلماء أن حجم الدماغ يقترب من حجم دماغ الكلب أكثر من حجم دماغ الذئب.
ينمو ذئب القيوط ليبلغ طوله 30-34 إنش (76-86 سم)، إضافة إلى الذنب 12-16 إنش (30-41 سم) و يصل ارتفاعه إلى 23-26 إنشا (58-66 سم). يزن 6,8-31 كغ وسطياً. القيوط الشمالي يكون أضخم من الجنوبي عادة وقد سجل أضخم ذئب بأكثر من 150 سم طولا و 33,7 كغ وزنا.
يتركب الفك من 3 قواطع، ناب واحد، 4 ضواحك وضرسان عادة أو ثلاثة أحياناً. (3/3 .1/1. 4/4. 2/2-3/2 أو 3/3)= 40 ،42 أو 44 سناً.
يصل أعلى تردد يسمعه القيوط إلى 80 كيلو هرتز،(الكلب 60 كيلو هرتز). خلافاً للذئاب تملك القيوط عددا كبيرا من الغدد العرقية في القدم. باستثناء القيوط في (نيو إنجلاند) حيث يعتقد أن لها أصول من عائلة الذئاب.
عند مطاردة فريسته تصل سرعته إلى 69 كم/ساعة، ويقفز إلى ارتفاع 4 أمتار.
تحمل الأنثى ما بين (5-10جراء) ولمدة (60-65 يوماً) وذئب القيوط لا يخرج للصيد في جماعة إنما منفرداً أو في أزواج من نوعه، أما إذا رؤي في جماعة فلكي تقوم الآباء والأمهات بتعليم صغارها فن الصيد. وتتغذى القيوط على الأرانب البرية والقوارض الصغيرة وصغار الأيائل. والقيوط ذئب نشيط وأكثر فترات نشاطه الصباح الباكر ولا سيما فصل الشتاء. والقيوط من أشهر الذئاب ذكاء وواسع الحيلة وهو قادر على تكييف نفسه حسب الظروف المحيطة به.
ويستطيع ذئب القيوط أن يقضي على عشرة آلاف فأر في العام الواحد، وبذلك يخلص الإنسان من مضارها والخسائر التي تكبدها للزراعة. وتشير دراسات علمية حديثة أنه حين قلت الذئاب في أمريكا تدهور إنتاج الحبوب وتضاعفت مقادير الكميات التي أكلتها الفئران من الحقول والصوامع. ولا شك أن الخسائر الاقتصادية التي تسببها الفئران أكبر بكثير من الخسائر التي يسببها القيوط حتى ولو هاجم الأغنام وقتل بعضها بين الحين والآخر .